# Neustein (Totes Gebirge)
Der Neustein ist ein 1870 m ü. A. Berg im Toten Gebirge auf der steirischen Seite des Salzkammergutes. Seine markante Nordwestwand überragt den Vorderen Lahngangsee. Die Süd- und Ostflanke sind sanfter geneigt.

## Aufstieg
Auf den Gipfel führen keine markierten Wege. Ein möglicher Zustieg ist der sogenannte Bärensteig. Dieser nur selten begangene und mit Steintauben markierte Weg zweigt vom markierten Weg 214, der von Gößl am Grundlsee aus über das Tal der Lahngangseen zur Pühringerhütte führt, kurz vor der Elmgrube (1622 m) ab und führt in Richtung Süden zum Neusteinsattel. Von dort gelangt man über die südwestlich gelegene, verfallene Neusteinalm und den Holzboden zum Gipfel des Neustein. Der mit Latschen bewachsene Gipfel bietet schöne Ausblicke auf den Vorderen Lahngangsee und den Salzofen.
Weitere Anstiegsmöglichkeiten führen durch die Westflanke und durch die Nordwand.